# I Wanted Wings
I Wanted Wings is een Amerikaanse dramafilm uit 1941, geregisseerd door Mitchell Leisen en gebaseerd op het boek van luitenant Beirne Lay jr. De film heeft hoofdrollen voor Ray Milland en William Holden, met ondersteunende rollen voor Wayne Morris, Brian Donlevy, Constance Moore en Veronica Lake.
I Wanted Wings markeert de eerste grote filmrol van Veronica Lake. Haar carrière nam snel een vlucht en later dat jaar speelde ze in Sullivan's Travels. Lake zou een van de populairste actrices van de vroege jaren 1940 worden.

## Verhaal
Het is 1940, vlak voor de Amerikaanse deelname aan de Tweede Wereldoorlog. Na een gesimuleerde luchtaanval op Los Angeles met achttien U.S. Army Air Corps Boeing B-17 Flying Fortress bommenwerpers, stort een van de vliegtuigen neer in de woestijn op de terugweg naar de basis. Het dode lichaam van een vrouw wordt in het wrak gevonden. De piloot, tweede luitenant Jefferson Young III, wordt beschuldigd van het ongeoorloofd meenemen van een burgerpassagier en aangeklaagd wegens het negeren van bevelen. Voordat de krijgsraad een uitspraak doet, wordt Jeffs militaire achtergrond en geschiedenis onderzocht.

## Rolverdeling
- Ray Milland als Jeff Young
- William Holden als Al Ludlow
- Wayne Morris als Tom Cassidy
- Brian Donlevy als Kapitein Mercer
- Constance Moore als Carolyn Bartlett
- Veronica Lake als Sally Vaughn

## Productie
Het boek van Beirne Lay jr. werd gepubliceerd in 1937. De opnames begonnen op 26 augustus 1940, op de luchtmachtbasis Randolph Air Force Base in de buurt van San Antonio, Texas. De film werd ondersteund door het United States Army Air Corps, dat meer dan 1.000 vliegtuigen en personeel leverde.

## Ontvangst
I Wanted Wings werd goed ontvangen, vooral vanwege de promotie van het Amerikaanse Army Air Corps. Bosley Crowther van The New York Times prees de film als een "spannend drama" en een "inspiratie voor de jeugd van het land".

## Prijzen
Farciot Edouart, Gordon Jennings en Louis Mesenkop wonnen de Academy Award voor Beste Visuele Effecten bij de 14de Oscaruitreiking.